# Henri Rinck
Pour les articles homonymes, voir Rinck.
Henri Rinck, né le 10 janvier 1870 dans le 2e arrondissement de Lyon et mort le 18 février 1952 à Badalone, est un compositeur d'études d'échecs et un ingénieur chimiste français. Il est considéré comme le fondateur, avec Alekseï Troïtski, de l'étude d'échecs moderne.

## Biographie
Né à Lyon en 1870, Rinck fit des études de chimie à Munich et travailla à la faculté de Lyon. En 1897, à Marseille, il découvrit un procédé d'extraction des huiles végétales. Il partit en 1900 vivre à Badalone en Espagne, où il créa une entreprise d'extraction d'huile d'olive. Il passa l'essentiel de sa vie en Espagne avec sa famille. 
Il a créé plus de 1600 études artistiques avec lesquelles il a obtenu 190 récompenses dont 53 premiers prix dans 102 concours.
En 1924, il obtint les trois premiers prix et les trois premières mentions lors d'un concours de composition d'études artistiques.

## Publications
Rinck a publié plusieurs éditions de son ouvrage de compilation de ses compositions, chacune reprenant la totalité de la version précédente. 
La première 150 Fins de parties parut en 1907. Suivirent 300 Fins de parties en 1919, 700 Fins de parties en 1927.
La version finale, datée de 1950 et longue de huit cents pages, 1414 Fins de partie, parut à Barcelone en 1952. Elle reprend l'ensemble de son œuvre. 
En 1947, il publia avec le Belge Louis Malpas : Dames contre tour et cavalier.

## Exemple de composition
|   | a | b | c | d | e | f | g | h |   |
| 8 | Dame noire sur case blanche g8 · Pion noir sur case noire g7 · Roi noir sur case blanche c6 · Pion noir sur case noire h6 · Tour blanche sur case noire a5 · Fou blanc sur case blanche h5 · Pion noir sur case blanche a4 · Pion blanc sur case blanche c2 · Pion blanc sur case blanche g2 · Roi blanc sur case noire c1 | Dame noire sur case blanche g8 · Pion noir sur case noire g7 · Roi noir sur case blanche c6 · Pion noir sur case noire h6 · Tour blanche sur case noire a5 · Fou blanc sur case blanche h5 · Pion noir sur case blanche a4 · Pion blanc sur case blanche c2 · Pion blanc sur case blanche g2 · Roi blanc sur case noire c1 | Dame noire sur case blanche g8 · Pion noir sur case noire g7 · Roi noir sur case blanche c6 · Pion noir sur case noire h6 · Tour blanche sur case noire a5 · Fou blanc sur case blanche h5 · Pion noir sur case blanche a4 · Pion blanc sur case blanche c2 · Pion blanc sur case blanche g2 · Roi blanc sur case noire c1 | Dame noire sur case blanche g8 · Pion noir sur case noire g7 · Roi noir sur case blanche c6 · Pion noir sur case noire h6 · Tour blanche sur case noire a5 · Fou blanc sur case blanche h5 · Pion noir sur case blanche a4 · Pion blanc sur case blanche c2 · Pion blanc sur case blanche g2 · Roi blanc sur case noire c1 | Dame noire sur case blanche g8 · Pion noir sur case noire g7 · Roi noir sur case blanche c6 · Pion noir sur case noire h6 · Tour blanche sur case noire a5 · Fou blanc sur case blanche h5 · Pion noir sur case blanche a4 · Pion blanc sur case blanche c2 · Pion blanc sur case blanche g2 · Roi blanc sur case noire c1 | Dame noire sur case blanche g8 · Pion noir sur case noire g7 · Roi noir sur case blanche c6 · Pion noir sur case noire h6 · Tour blanche sur case noire a5 · Fou blanc sur case blanche h5 · Pion noir sur case blanche a4 · Pion blanc sur case blanche c2 · Pion blanc sur case blanche g2 · Roi blanc sur case noire c1 | Dame noire sur case blanche g8 · Pion noir sur case noire g7 · Roi noir sur case blanche c6 · Pion noir sur case noire h6 · Tour blanche sur case noire a5 · Fou blanc sur case blanche h5 · Pion noir sur case blanche a4 · Pion blanc sur case blanche c2 · Pion blanc sur case blanche g2 · Roi blanc sur case noire c1 | Dame noire sur case blanche g8 · Pion noir sur case noire g7 · Roi noir sur case blanche c6 · Pion noir sur case noire h6 · Tour blanche sur case noire a5 · Fou blanc sur case blanche h5 · Pion noir sur case blanche a4 · Pion blanc sur case blanche c2 · Pion blanc sur case blanche g2 · Roi blanc sur case noire c1 | 8 |
| 7 | Dame noire sur case blanche g8 · Pion noir sur case noire g7 · Roi noir sur case blanche c6 · Pion noir sur case noire h6 · Tour blanche sur case noire a5 · Fou blanc sur case blanche h5 · Pion noir sur case blanche a4 · Pion blanc sur case blanche c2 · Pion blanc sur case blanche g2 · Roi blanc sur case noire c1 | Dame noire sur case blanche g8 · Pion noir sur case noire g7 · Roi noir sur case blanche c6 · Pion noir sur case noire h6 · Tour blanche sur case noire a5 · Fou blanc sur case blanche h5 · Pion noir sur case blanche a4 · Pion blanc sur case blanche c2 · Pion blanc sur case blanche g2 · Roi blanc sur case noire c1 | Dame noire sur case blanche g8 · Pion noir sur case noire g7 · Roi noir sur case blanche c6 · Pion noir sur case noire h6 · Tour blanche sur case noire a5 · Fou blanc sur case blanche h5 · Pion noir sur case blanche a4 · Pion blanc sur case blanche c2 · Pion blanc sur case blanche g2 · Roi blanc sur case noire c1 | Dame noire sur case blanche g8 · Pion noir sur case noire g7 · Roi noir sur case blanche c6 · Pion noir sur case noire h6 · Tour blanche sur case noire a5 · Fou blanc sur case blanche h5 · Pion noir sur case blanche a4 · Pion blanc sur case blanche c2 · Pion blanc sur case blanche g2 · Roi blanc sur case noire c1 | Dame noire sur case blanche g8 · Pion noir sur case noire g7 · Roi noir sur case blanche c6 · Pion noir sur case noire h6 · Tour blanche sur case noire a5 · Fou blanc sur case blanche h5 · Pion noir sur case blanche a4 · Pion blanc sur case blanche c2 · Pion blanc sur case blanche g2 · Roi blanc sur case noire c1 | Dame noire sur case blanche g8 · Pion noir sur case noire g7 · Roi noir sur case blanche c6 · Pion noir sur case noire h6 · Tour blanche sur case noire a5 · Fou blanc sur case blanche h5 · Pion noir sur case blanche a4 · Pion blanc sur case blanche c2 · Pion blanc sur case blanche g2 · Roi blanc sur case noire c1 | Dame noire sur case blanche g8 · Pion noir sur case noire g7 · Roi noir sur case blanche c6 · Pion noir sur case noire h6 · Tour blanche sur case noire a5 · Fou blanc sur case blanche h5 · Pion noir sur case blanche a4 · Pion blanc sur case blanche c2 · Pion blanc sur case blanche g2 · Roi blanc sur case noire c1 | Dame noire sur case blanche g8 · Pion noir sur case noire g7 · Roi noir sur case blanche c6 · Pion noir sur case noire h6 · Tour blanche sur case noire a5 · Fou blanc sur case blanche h5 · Pion noir sur case blanche a4 · Pion blanc sur case blanche c2 · Pion blanc sur case blanche g2 · Roi blanc sur case noire c1 | 7 |
| 6 | Dame noire sur case blanche g8 · Pion noir sur case noire g7 · Roi noir sur case blanche c6 · Pion noir sur case noire h6 · Tour blanche sur case noire a5 · Fou blanc sur case blanche h5 · Pion noir sur case blanche a4 · Pion blanc sur case blanche c2 · Pion blanc sur case blanche g2 · Roi blanc sur case noire c1 | Dame noire sur case blanche g8 · Pion noir sur case noire g7 · Roi noir sur case blanche c6 · Pion noir sur case noire h6 · Tour blanche sur case noire a5 · Fou blanc sur case blanche h5 · Pion noir sur case blanche a4 · Pion blanc sur case blanche c2 · Pion blanc sur case blanche g2 · Roi blanc sur case noire c1 | Dame noire sur case blanche g8 · Pion noir sur case noire g7 · Roi noir sur case blanche c6 · Pion noir sur case noire h6 · Tour blanche sur case noire a5 · Fou blanc sur case blanche h5 · Pion noir sur case blanche a4 · Pion blanc sur case blanche c2 · Pion blanc sur case blanche g2 · Roi blanc sur case noire c1 | Dame noire sur case blanche g8 · Pion noir sur case noire g7 · Roi noir sur case blanche c6 · Pion noir sur case noire h6 · Tour blanche sur case noire a5 · Fou blanc sur case blanche h5 · Pion noir sur case blanche a4 · Pion blanc sur case blanche c2 · Pion blanc sur case blanche g2 · Roi blanc sur case noire c1 | Dame noire sur case blanche g8 · Pion noir sur case noire g7 · Roi noir sur case blanche c6 · Pion noir sur case noire h6 · Tour blanche sur case noire a5 · Fou blanc sur case blanche h5 · Pion noir sur case blanche a4 · Pion blanc sur case blanche c2 · Pion blanc sur case blanche g2 · Roi blanc sur case noire c1 | Dame noire sur case blanche g8 · Pion noir sur case noire g7 · Roi noir sur case blanche c6 · Pion noir sur case noire h6 · Tour blanche sur case noire a5 · Fou blanc sur case blanche h5 · Pion noir sur case blanche a4 · Pion blanc sur case blanche c2 · Pion blanc sur case blanche g2 · Roi blanc sur case noire c1 | Dame noire sur case blanche g8 · Pion noir sur case noire g7 · Roi noir sur case blanche c6 · Pion noir sur case noire h6 · Tour blanche sur case noire a5 · Fou blanc sur case blanche h5 · Pion noir sur case blanche a4 · Pion blanc sur case blanche c2 · Pion blanc sur case blanche g2 · Roi blanc sur case noire c1 | Dame noire sur case blanche g8 · Pion noir sur case noire g7 · Roi noir sur case blanche c6 · Pion noir sur case noire h6 · Tour blanche sur case noire a5 · Fou blanc sur case blanche h5 · Pion noir sur case blanche a4 · Pion blanc sur case blanche c2 · Pion blanc sur case blanche g2 · Roi blanc sur case noire c1 | 6 |
| 5 | Dame noire sur case blanche g8 · Pion noir sur case noire g7 · Roi noir sur case blanche c6 · Pion noir sur case noire h6 · Tour blanche sur case noire a5 · Fou blanc sur case blanche h5 · Pion noir sur case blanche a4 · Pion blanc sur case blanche c2 · Pion blanc sur case blanche g2 · Roi blanc sur case noire c1 | Dame noire sur case blanche g8 · Pion noir sur case noire g7 · Roi noir sur case blanche c6 · Pion noir sur case noire h6 · Tour blanche sur case noire a5 · Fou blanc sur case blanche h5 · Pion noir sur case blanche a4 · Pion blanc sur case blanche c2 · Pion blanc sur case blanche g2 · Roi blanc sur case noire c1 | Dame noire sur case blanche g8 · Pion noir sur case noire g7 · Roi noir sur case blanche c6 · Pion noir sur case noire h6 · Tour blanche sur case noire a5 · Fou blanc sur case blanche h5 · Pion noir sur case blanche a4 · Pion blanc sur case blanche c2 · Pion blanc sur case blanche g2 · Roi blanc sur case noire c1 | Dame noire sur case blanche g8 · Pion noir sur case noire g7 · Roi noir sur case blanche c6 · Pion noir sur case noire h6 · Tour blanche sur case noire a5 · Fou blanc sur case blanche h5 · Pion noir sur case blanche a4 · Pion blanc sur case blanche c2 · Pion blanc sur case blanche g2 · Roi blanc sur case noire c1 | Dame noire sur case blanche g8 · Pion noir sur case noire g7 · Roi noir sur case blanche c6 · Pion noir sur case noire h6 · Tour blanche sur case noire a5 · Fou blanc sur case blanche h5 · Pion noir sur case blanche a4 · Pion blanc sur case blanche c2 · Pion blanc sur case blanche g2 · Roi blanc sur case noire c1 | Dame noire sur case blanche g8 · Pion noir sur case noire g7 · Roi noir sur case blanche c6 · Pion noir sur case noire h6 · Tour blanche sur case noire a5 · Fou blanc sur case blanche h5 · Pion noir sur case blanche a4 · Pion blanc sur case blanche c2 · Pion blanc sur case blanche g2 · Roi blanc sur case noire c1 | Dame noire sur case blanche g8 · Pion noir sur case noire g7 · Roi noir sur case blanche c6 · Pion noir sur case noire h6 · Tour blanche sur case noire a5 · Fou blanc sur case blanche h5 · Pion noir sur case blanche a4 · Pion blanc sur case blanche c2 · Pion blanc sur case blanche g2 · Roi blanc sur case noire c1 | Dame noire sur case blanche g8 · Pion noir sur case noire g7 · Roi noir sur case blanche c6 · Pion noir sur case noire h6 · Tour blanche sur case noire a5 · Fou blanc sur case blanche h5 · Pion noir sur case blanche a4 · Pion blanc sur case blanche c2 · Pion blanc sur case blanche g2 · Roi blanc sur case noire c1 | 5 |
| 4 | Dame noire sur case blanche g8 · Pion noir sur case noire g7 · Roi noir sur case blanche c6 · Pion noir sur case noire h6 · Tour blanche sur case noire a5 · Fou blanc sur case blanche h5 · Pion noir sur case blanche a4 · Pion blanc sur case blanche c2 · Pion blanc sur case blanche g2 · Roi blanc sur case noire c1 | Dame noire sur case blanche g8 · Pion noir sur case noire g7 · Roi noir sur case blanche c6 · Pion noir sur case noire h6 · Tour blanche sur case noire a5 · Fou blanc sur case blanche h5 · Pion noir sur case blanche a4 · Pion blanc sur case blanche c2 · Pion blanc sur case blanche g2 · Roi blanc sur case noire c1 | Dame noire sur case blanche g8 · Pion noir sur case noire g7 · Roi noir sur case blanche c6 · Pion noir sur case noire h6 · Tour blanche sur case noire a5 · Fou blanc sur case blanche h5 · Pion noir sur case blanche a4 · Pion blanc sur case blanche c2 · Pion blanc sur case blanche g2 · Roi blanc sur case noire c1 | Dame noire sur case blanche g8 · Pion noir sur case noire g7 · Roi noir sur case blanche c6 · Pion noir sur case noire h6 · Tour blanche sur case noire a5 · Fou blanc sur case blanche h5 · Pion noir sur case blanche a4 · Pion blanc sur case blanche c2 · Pion blanc sur case blanche g2 · Roi blanc sur case noire c1 | Dame noire sur case blanche g8 · Pion noir sur case noire g7 · Roi noir sur case blanche c6 · Pion noir sur case noire h6 · Tour blanche sur case noire a5 · Fou blanc sur case blanche h5 · Pion noir sur case blanche a4 · Pion blanc sur case blanche c2 · Pion blanc sur case blanche g2 · Roi blanc sur case noire c1 | Dame noire sur case blanche g8 · Pion noir sur case noire g7 · Roi noir sur case blanche c6 · Pion noir sur case noire h6 · Tour blanche sur case noire a5 · Fou blanc sur case blanche h5 · Pion noir sur case blanche a4 · Pion blanc sur case blanche c2 · Pion blanc sur case blanche g2 · Roi blanc sur case noire c1 | Dame noire sur case blanche g8 · Pion noir sur case noire g7 · Roi noir sur case blanche c6 · Pion noir sur case noire h6 · Tour blanche sur case noire a5 · Fou blanc sur case blanche h5 · Pion noir sur case blanche a4 · Pion blanc sur case blanche c2 · Pion blanc sur case blanche g2 · Roi blanc sur case noire c1 | Dame noire sur case blanche g8 · Pion noir sur case noire g7 · Roi noir sur case blanche c6 · Pion noir sur case noire h6 · Tour blanche sur case noire a5 · Fou blanc sur case blanche h5 · Pion noir sur case blanche a4 · Pion blanc sur case blanche c2 · Pion blanc sur case blanche g2 · Roi blanc sur case noire c1 | 4 |
| 3 | Dame noire sur case blanche g8 · Pion noir sur case noire g7 · Roi noir sur case blanche c6 · Pion noir sur case noire h6 · Tour blanche sur case noire a5 · Fou blanc sur case blanche h5 · Pion noir sur case blanche a4 · Pion blanc sur case blanche c2 · Pion blanc sur case blanche g2 · Roi blanc sur case noire c1 | Dame noire sur case blanche g8 · Pion noir sur case noire g7 · Roi noir sur case blanche c6 · Pion noir sur case noire h6 · Tour blanche sur case noire a5 · Fou blanc sur case blanche h5 · Pion noir sur case blanche a4 · Pion blanc sur case blanche c2 · Pion blanc sur case blanche g2 · Roi blanc sur case noire c1 | Dame noire sur case blanche g8 · Pion noir sur case noire g7 · Roi noir sur case blanche c6 · Pion noir sur case noire h6 · Tour blanche sur case noire a5 · Fou blanc sur case blanche h5 · Pion noir sur case blanche a4 · Pion blanc sur case blanche c2 · Pion blanc sur case blanche g2 · Roi blanc sur case noire c1 | Dame noire sur case blanche g8 · Pion noir sur case noire g7 · Roi noir sur case blanche c6 · Pion noir sur case noire h6 · Tour blanche sur case noire a5 · Fou blanc sur case blanche h5 · Pion noir sur case blanche a4 · Pion blanc sur case blanche c2 · Pion blanc sur case blanche g2 · Roi blanc sur case noire c1 | Dame noire sur case blanche g8 · Pion noir sur case noire g7 · Roi noir sur case blanche c6 · Pion noir sur case noire h6 · Tour blanche sur case noire a5 · Fou blanc sur case blanche h5 · Pion noir sur case blanche a4 · Pion blanc sur case blanche c2 · Pion blanc sur case blanche g2 · Roi blanc sur case noire c1 | Dame noire sur case blanche g8 · Pion noir sur case noire g7 · Roi noir sur case blanche c6 · Pion noir sur case noire h6 · Tour blanche sur case noire a5 · Fou blanc sur case blanche h5 · Pion noir sur case blanche a4 · Pion blanc sur case blanche c2 · Pion blanc sur case blanche g2 · Roi blanc sur case noire c1 | Dame noire sur case blanche g8 · Pion noir sur case noire g7 · Roi noir sur case blanche c6 · Pion noir sur case noire h6 · Tour blanche sur case noire a5 · Fou blanc sur case blanche h5 · Pion noir sur case blanche a4 · Pion blanc sur case blanche c2 · Pion blanc sur case blanche g2 · Roi blanc sur case noire c1 | Dame noire sur case blanche g8 · Pion noir sur case noire g7 · Roi noir sur case blanche c6 · Pion noir sur case noire h6 · Tour blanche sur case noire a5 · Fou blanc sur case blanche h5 · Pion noir sur case blanche a4 · Pion blanc sur case blanche c2 · Pion blanc sur case blanche g2 · Roi blanc sur case noire c1 | 3 |
| 2 | Dame noire sur case blanche g8 · Pion noir sur case noire g7 · Roi noir sur case blanche c6 · Pion noir sur case noire h6 · Tour blanche sur case noire a5 · Fou blanc sur case blanche h5 · Pion noir sur case blanche a4 · Pion blanc sur case blanche c2 · Pion blanc sur case blanche g2 · Roi blanc sur case noire c1 | Dame noire sur case blanche g8 · Pion noir sur case noire g7 · Roi noir sur case blanche c6 · Pion noir sur case noire h6 · Tour blanche sur case noire a5 · Fou blanc sur case blanche h5 · Pion noir sur case blanche a4 · Pion blanc sur case blanche c2 · Pion blanc sur case blanche g2 · Roi blanc sur case noire c1 | Dame noire sur case blanche g8 · Pion noir sur case noire g7 · Roi noir sur case blanche c6 · Pion noir sur case noire h6 · Tour blanche sur case noire a5 · Fou blanc sur case blanche h5 · Pion noir sur case blanche a4 · Pion blanc sur case blanche c2 · Pion blanc sur case blanche g2 · Roi blanc sur case noire c1 | Dame noire sur case blanche g8 · Pion noir sur case noire g7 · Roi noir sur case blanche c6 · Pion noir sur case noire h6 · Tour blanche sur case noire a5 · Fou blanc sur case blanche h5 · Pion noir sur case blanche a4 · Pion blanc sur case blanche c2 · Pion blanc sur case blanche g2 · Roi blanc sur case noire c1 | Dame noire sur case blanche g8 · Pion noir sur case noire g7 · Roi noir sur case blanche c6 · Pion noir sur case noire h6 · Tour blanche sur case noire a5 · Fou blanc sur case blanche h5 · Pion noir sur case blanche a4 · Pion blanc sur case blanche c2 · Pion blanc sur case blanche g2 · Roi blanc sur case noire c1 | Dame noire sur case blanche g8 · Pion noir sur case noire g7 · Roi noir sur case blanche c6 · Pion noir sur case noire h6 · Tour blanche sur case noire a5 · Fou blanc sur case blanche h5 · Pion noir sur case blanche a4 · Pion blanc sur case blanche c2 · Pion blanc sur case blanche g2 · Roi blanc sur case noire c1 | Dame noire sur case blanche g8 · Pion noir sur case noire g7 · Roi noir sur case blanche c6 · Pion noir sur case noire h6 · Tour blanche sur case noire a5 · Fou blanc sur case blanche h5 · Pion noir sur case blanche a4 · Pion blanc sur case blanche c2 · Pion blanc sur case blanche g2 · Roi blanc sur case noire c1 | Dame noire sur case blanche g8 · Pion noir sur case noire g7 · Roi noir sur case blanche c6 · Pion noir sur case noire h6 · Tour blanche sur case noire a5 · Fou blanc sur case blanche h5 · Pion noir sur case blanche a4 · Pion blanc sur case blanche c2 · Pion blanc sur case blanche g2 · Roi blanc sur case noire c1 | 2 |
| 1 | Dame noire sur case blanche g8 · Pion noir sur case noire g7 · Roi noir sur case blanche c6 · Pion noir sur case noire h6 · Tour blanche sur case noire a5 · Fou blanc sur case blanche h5 · Pion noir sur case blanche a4 · Pion blanc sur case blanche c2 · Pion blanc sur case blanche g2 · Roi blanc sur case noire c1 | Dame noire sur case blanche g8 · Pion noir sur case noire g7 · Roi noir sur case blanche c6 · Pion noir sur case noire h6 · Tour blanche sur case noire a5 · Fou blanc sur case blanche h5 · Pion noir sur case blanche a4 · Pion blanc sur case blanche c2 · Pion blanc sur case blanche g2 · Roi blanc sur case noire c1 | Dame noire sur case blanche g8 · Pion noir sur case noire g7 · Roi noir sur case blanche c6 · Pion noir sur case noire h6 · Tour blanche sur case noire a5 · Fou blanc sur case blanche h5 · Pion noir sur case blanche a4 · Pion blanc sur case blanche c2 · Pion blanc sur case blanche g2 · Roi blanc sur case noire c1 | Dame noire sur case blanche g8 · Pion noir sur case noire g7 · Roi noir sur case blanche c6 · Pion noir sur case noire h6 · Tour blanche sur case noire a5 · Fou blanc sur case blanche h5 · Pion noir sur case blanche a4 · Pion blanc sur case blanche c2 · Pion blanc sur case blanche g2 · Roi blanc sur case noire c1 | Dame noire sur case blanche g8 · Pion noir sur case noire g7 · Roi noir sur case blanche c6 · Pion noir sur case noire h6 · Tour blanche sur case noire a5 · Fou blanc sur case blanche h5 · Pion noir sur case blanche a4 · Pion blanc sur case blanche c2 · Pion blanc sur case blanche g2 · Roi blanc sur case noire c1 | Dame noire sur case blanche g8 · Pion noir sur case noire g7 · Roi noir sur case blanche c6 · Pion noir sur case noire h6 · Tour blanche sur case noire a5 · Fou blanc sur case blanche h5 · Pion noir sur case blanche a4 · Pion blanc sur case blanche c2 · Pion blanc sur case blanche g2 · Roi blanc sur case noire c1 | Dame noire sur case blanche g8 · Pion noir sur case noire g7 · Roi noir sur case blanche c6 · Pion noir sur case noire h6 · Tour blanche sur case noire a5 · Fou blanc sur case blanche h5 · Pion noir sur case blanche a4 · Pion blanc sur case blanche c2 · Pion blanc sur case blanche g2 · Roi blanc sur case noire c1 | Dame noire sur case blanche g8 · Pion noir sur case noire g7 · Roi noir sur case blanche c6 · Pion noir sur case noire h6 · Tour blanche sur case noire a5 · Fou blanc sur case blanche h5 · Pion noir sur case blanche a4 · Pion blanc sur case blanche c2 · Pion blanc sur case blanche g2 · Roi blanc sur case noire c1 | 1 |
|   | a | b | c | d | e | f | g | h |   |

Cette étude est basée sur le thème de l'enfilade.